# Bussoleno
Bussoleno è un comune italiano di 5 795 abitanti della città metropolitana di Torino, in Piemonte. Situato in val di Susa, il paese è cresciuto nel Medioevo grazie ai commerci della via Francigena proveniente dal Moncenisio, e nell'età moderna grazie alle ferriere e al deposito ferroviario della linea Torino-Modane.

## Origini del nome
Bussolin in piemontese significa biancospino. Raramente nei testi in italiano Bussolino, mentre in latino è Buxolinum Secusiensium. L'italianizzazione Bussoleno, con la e, deriva dalla pronuncia francese secondo cui i nomi che finiscono con -in vengono pronunciati /eŋ/.
Secondo altre versioni, il nome deriverebbe dalla pianta del bosso che è presente anche sullo stemma del Comune.

## Storia

### Medioevo
La storia di Bussoleno comincia all'inizio del Medioevo, e si intreccia con quella delle famiglie nobili della valle: i Giusti, i Ferrandi, i Bartolomei, gli Aprili, i Pascali, i Barberi, i signori di Bardonesca, i Calvi d'Avigliana, i Rotari, gli Aschieri e altre. Del periodo medievale si riscontrano molti elementi all'interno della città. Esempio ne sono la casaforte Allais alle spalle della Chiesa, la casa Aschieri, l'Antica Osteria della Croce bianca o Casa Amprimo, che si trovano nell'antico borgo storico.
 Quest'ultima in particolare, attigua alla porta di Francia, era la principale osteria del paese all'interno delle mura. Fu frequentata da nobili casati, come dimostrano i numerosi stemmi nobiliari posti sull'ingresso della casa stessa.

### Età moderna
Per tutto il periodo che parte dall'anno mille alla seconda metà del XIX secolo il paese crebbe gradatamente grazie ai commerci e all'ospitalità lungo la Via Francigena, che aveva nel paese un importante punto di passaggio del fiume Dora Riparia. Il paese rimase di dimensioni contenute al borgo fortificato fino a quando il governo piemontese non decise di farci passare la ferrovia, prima diretta solo a Susa e poi diretta in Francia, attraverso il Traforo ferroviario del Frejus. La posizione dell'abitato, all'intersezione delle due linee, ne fece la Stazione di Bussoleno importante per il traffico ferroviario. Il paese crebbe, da questo momento in poi, di pari passo con la stazione di Bussoleno e l'officina.
Lo sviluppo si ebbe inoltre anche con l'industria cotoniera e dell'acciaio, che ne fece un polo tessile per molto tempo. Verso la fine del XX secolo la situazione cambiò, e con i grandi tagli effettuati nelle ferrovie (eliminazione del Deposito locomotive di Bussoleno) e con la crisi del tessile il paese perse molto del suo peso, e la chiusura delle attività principali ne determinò un lento declino che dura tuttora. Ormai persa la partita ferroviaria, il paese ha tentato di rilanciarsi in attività differenti, potenziando l'industria estrattiva.

### Simboli

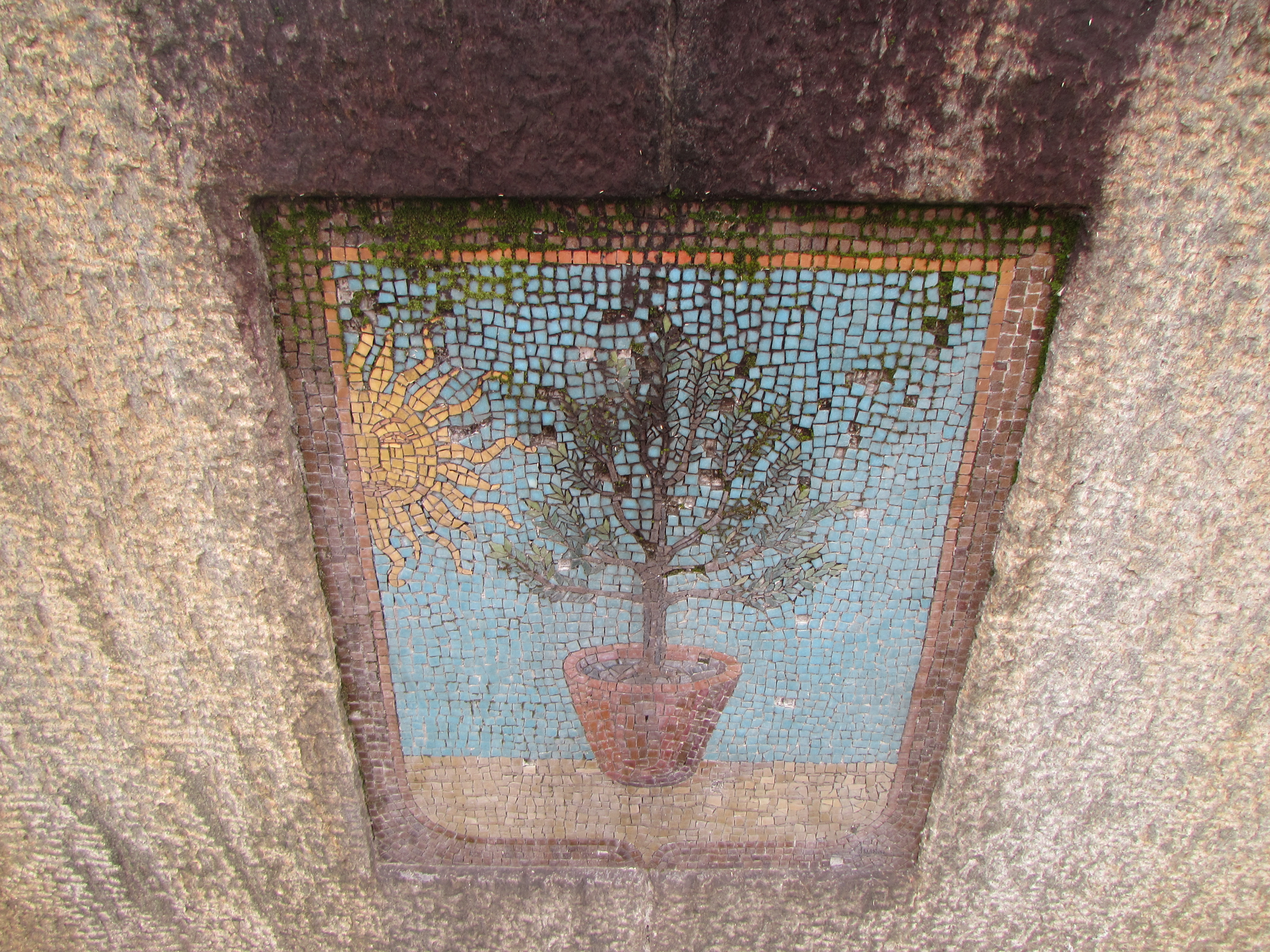
Simbolo araldico Bussoleno

Lo stemma e il gonfalone sono stati concessi con regio decreto del 16 novembre 1933.
Lo stemma comunale è così blasonato:
(Regio decreto del 16 novembre 1933)
Il gonfalone è un drappo di azzurro.

### Onorificenze
Bussoleno è tra le città decorate al valor militare per la guerra di liberazione, insignita della medaglia di bronzo al valor militare per i sacrifici delle sue popolazioni e per l'attività nella lotta partigiana durante la seconda guerra mondiale:
I nomi di molte vie del Comune e del centro storico sono state intitolate a partigiani caduti durante la lotta di Resistenza.

## Monumenti e luoghi d'interesse
- Casa Aschieris, tipica casa porticata medievale in mattoni posta lungo la strada centrale di Bussoleno, ora via Walter Fontan e un tempo tratto della Via Francigena del Moncenisio. Insieme ad altre due abitazioni poste ancora oggi poco più a ovest, verso l'uscita dal borgo chiuso, Casa Aschieris venne utilizzata dall'architetto e Sovrintendente delle Belle Arti Alfredo d'Andrade come modello per la costruzione di abitazioni del Borgo medioevale di Torino[10]
- Locanda della Croce Bianca o Casa Amprimo. Una delle due altre abitazioni medievali, oltre a Casa Aschieris ancora oggi esistenti, si affaccia sulla odierna piazza del Mulino e si conosce la destinazione d'uso: era la Locanda della Croce Bianca, casa di ospitalità per pellegrini e mercati della Via Francigena del Moncenisio che con la fiera fece la fortuna del paese nel Medioevo[11]
- Castel Borello (frazione Baroni), risalente probabilmente al XII secolo.
- Casaforte Allais, antica casa nobiliare nel Borgo Chiuso (non visitabile)
- Chiesa parrocchiale di Santa Maria Assunta. Nell'interno ci sono alcuni quadri di valore: Madonna col Bambino; l'Annunciazione ed un Crocefisso ligneo del XIV secolo
- Ponte Vecchio sul fiume Dora Riparia, già presente nel Medioevo, punto di importante passaggio per i pellegrini e per le merci ed i traffici nonché punto di unione tra le due parti della cittadina, danneggiato e poi ricostruito nello stesso luogo alla fine del secolo XIX[12]

## Via Francigena
Per il centro storico di Bussoleno e sul ponte vecchio passa il tracciato storico della Via Francigena, rami del Moncenisio e del Monginevro, provenienti da Susa e da Foresto e dirigentesi successivamente verso Bruzolo.

## Galleria d'immagini

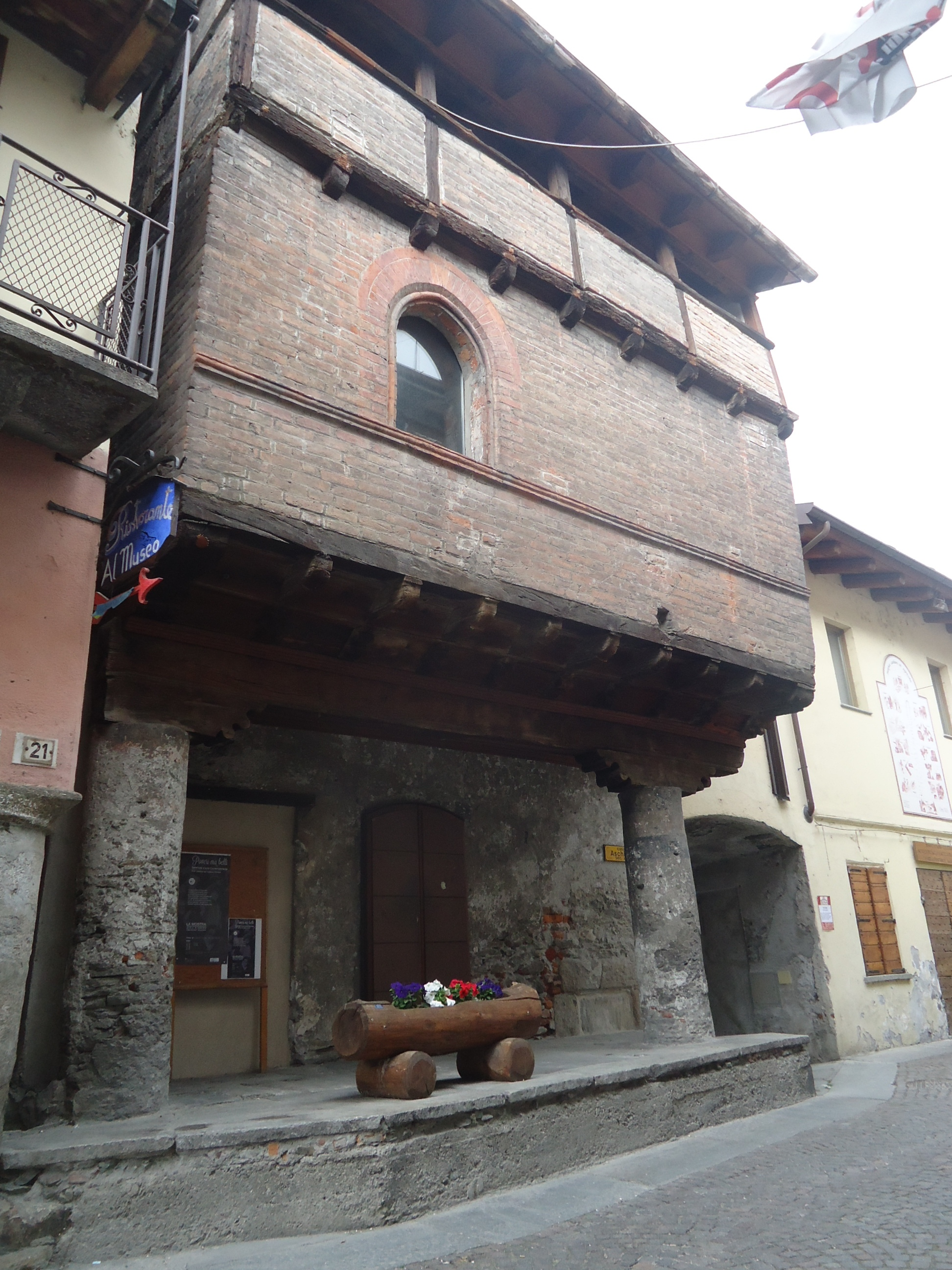
La trecentesca Casa Aschieris, monumento simbolo di Bussoleno
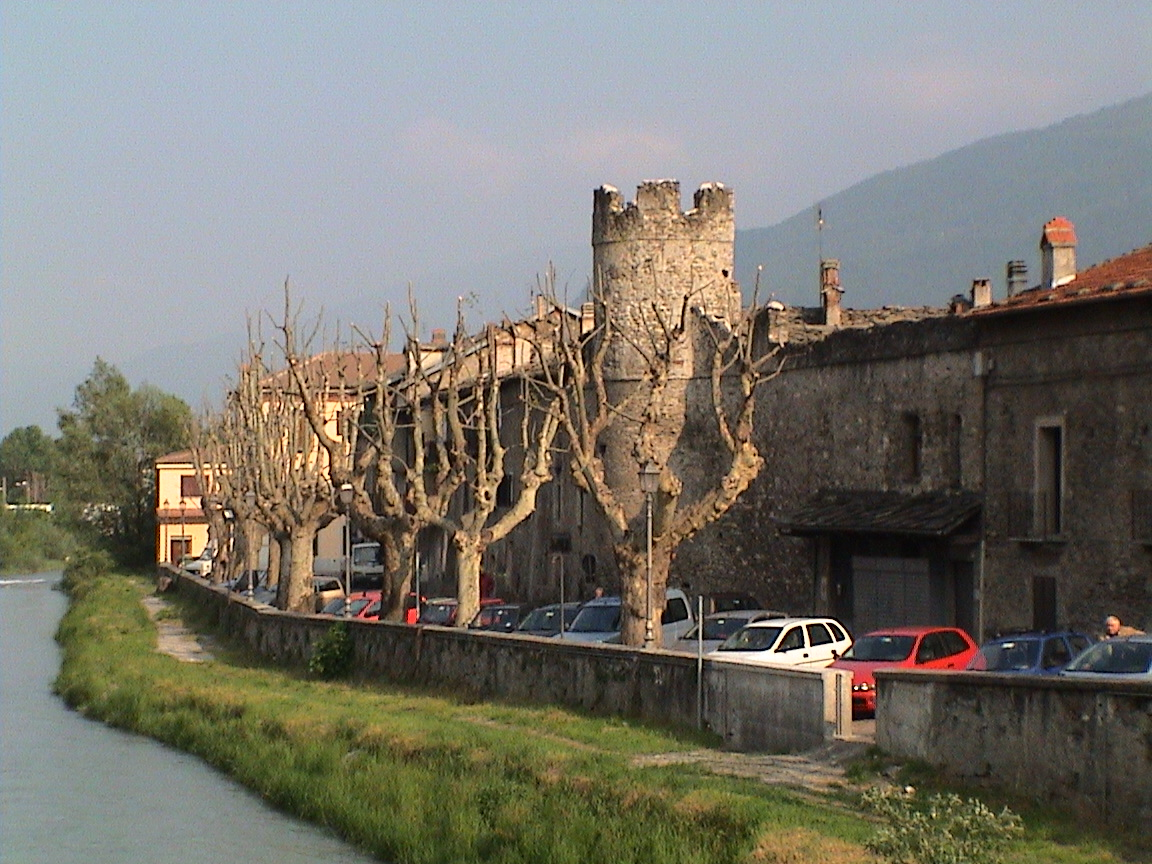
Le mura medievali di Bussoleno lungo la Dora Riparia
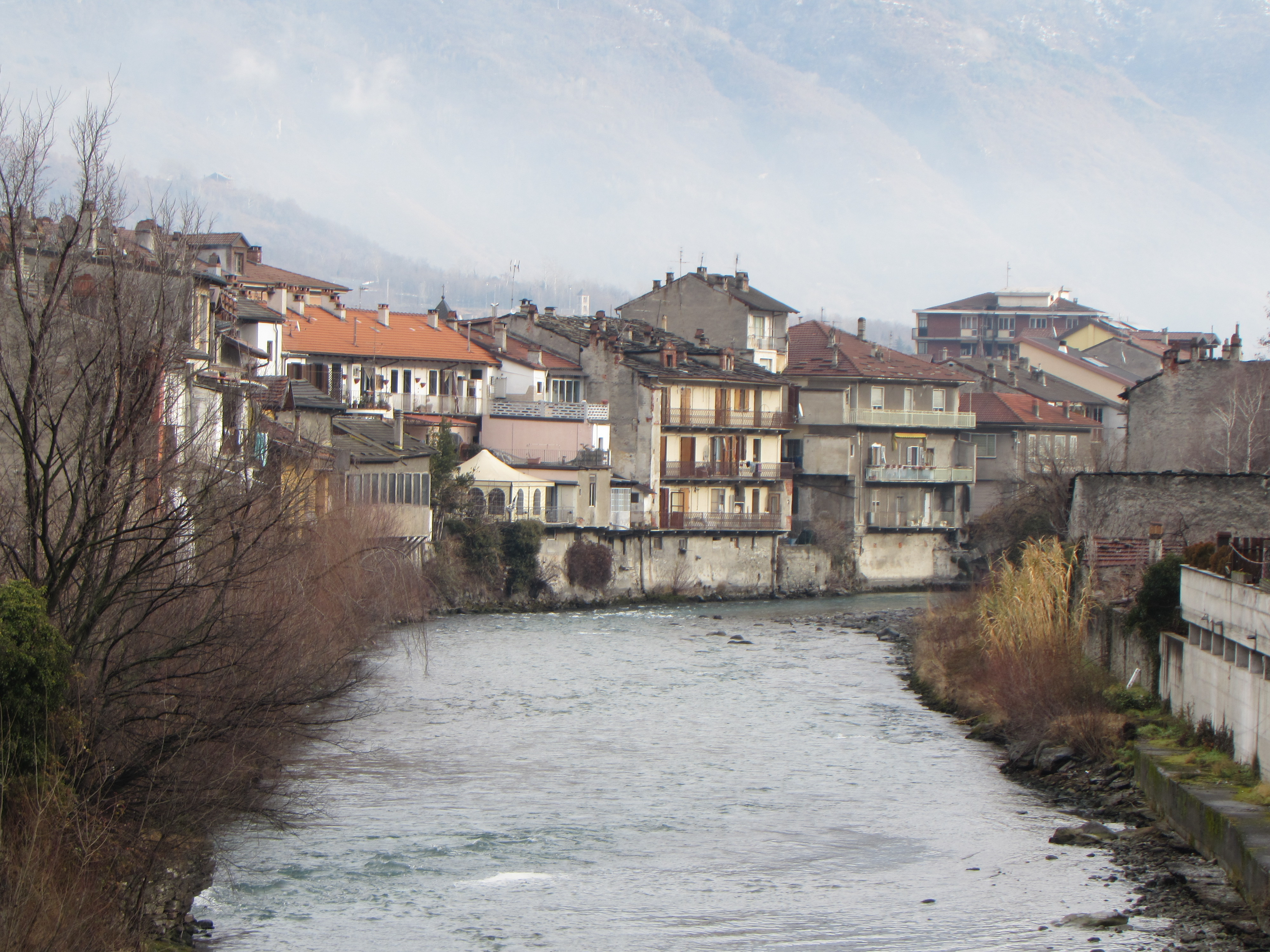
Veduta fiume Dora Riparia a Bussoleno
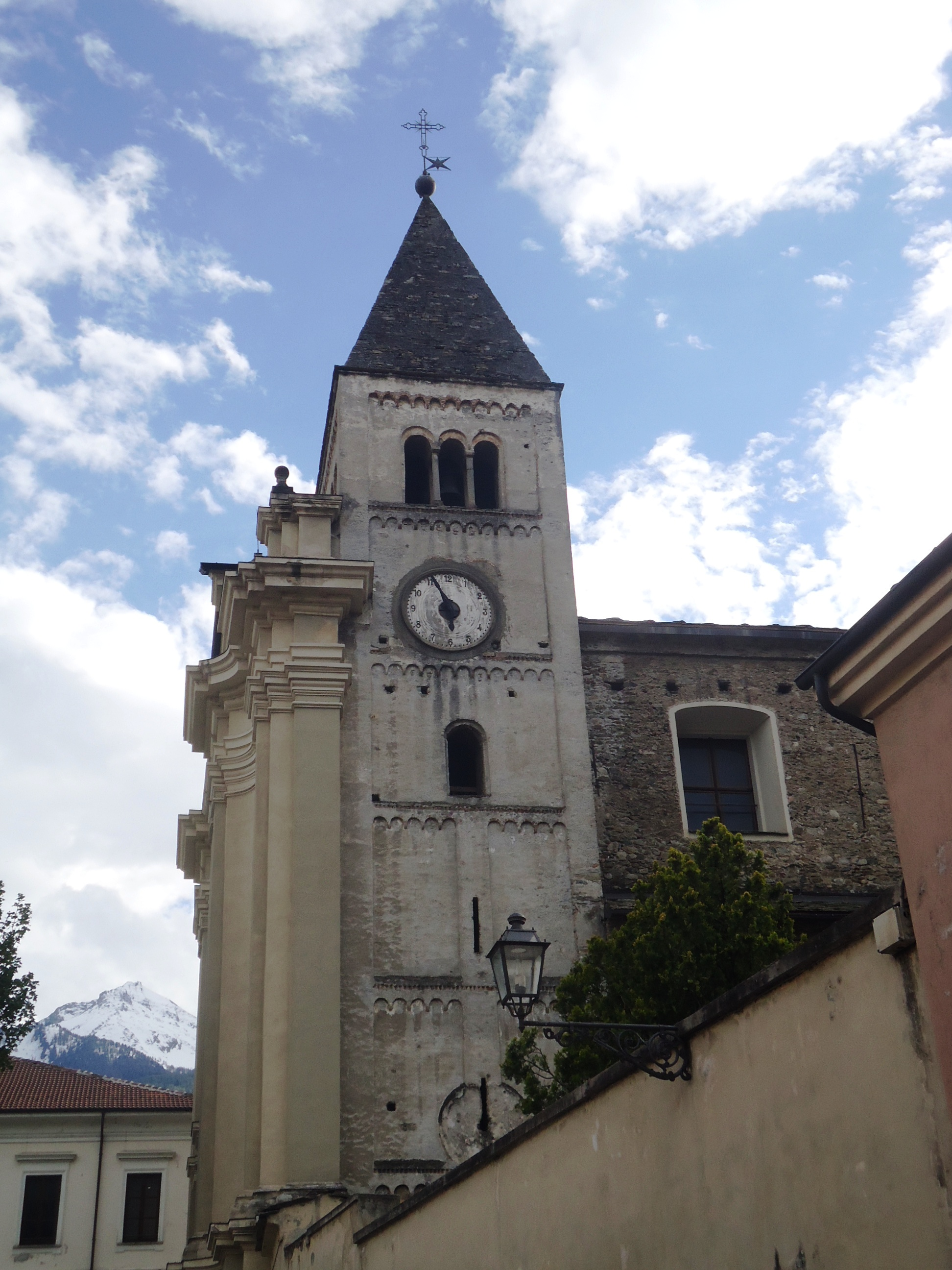
Campanile della parrocchiale S. Maria Assunta
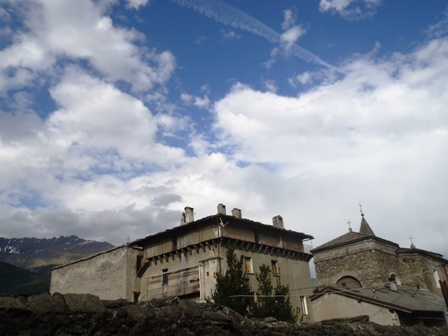
La Casaforte Allais
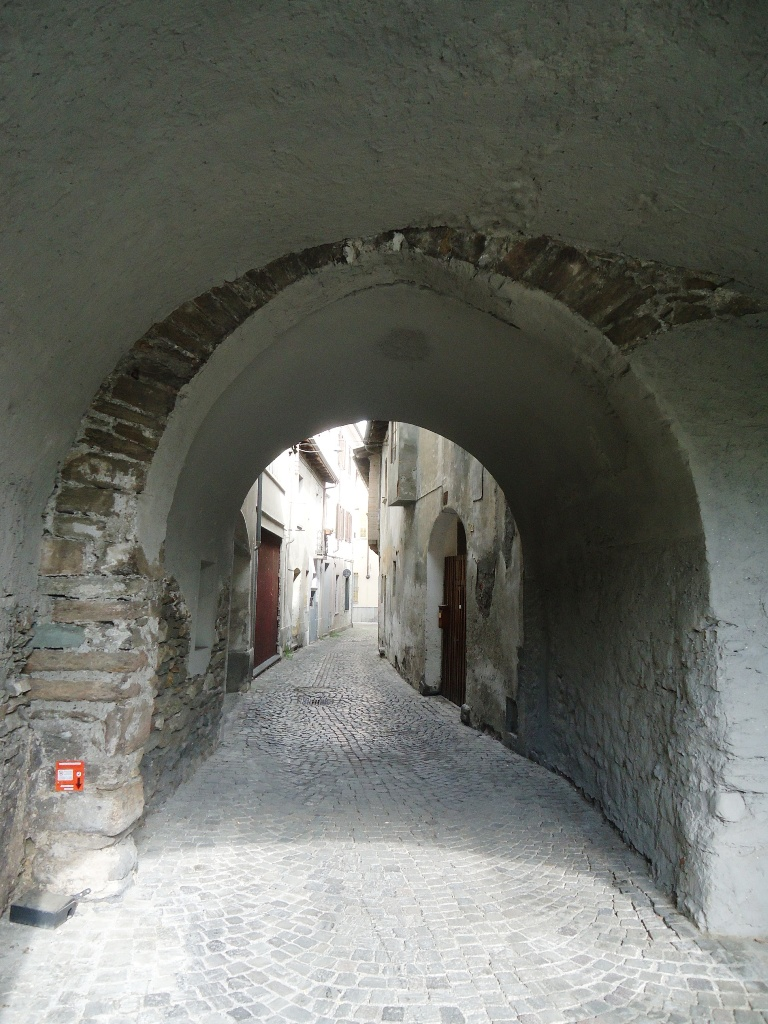
Antica Porta di Francia nella cinta muraria medievale
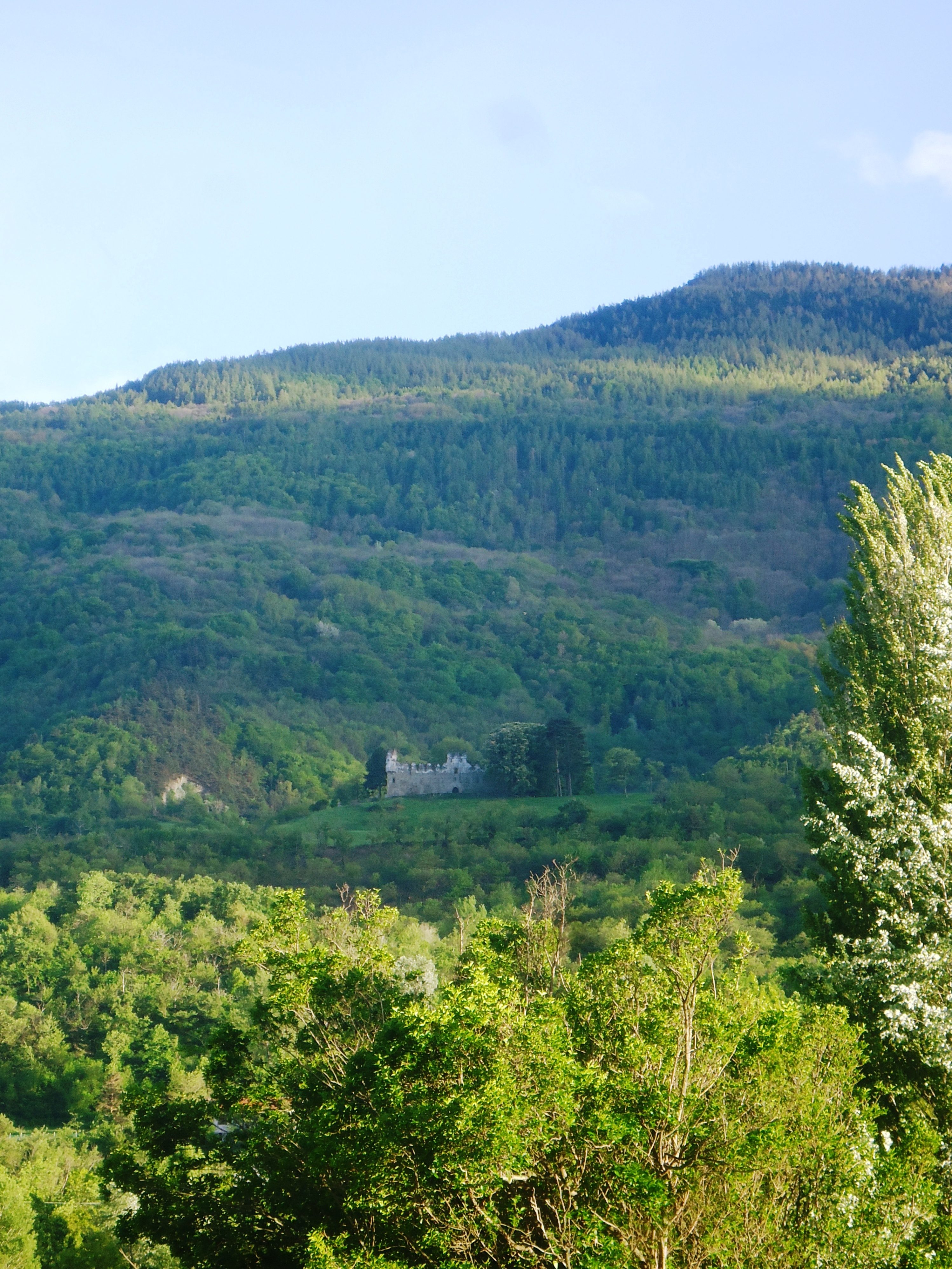
Castello Borello guarda Bussoleno dalla montagna a sud-est

## Società

### Evoluzione demografica
Abitanti censiti

### Etnie e minoranze straniere
Secondo i dati Istat al 31 dicembre 2017, i cittadini stranieri residenti a Bussoleno sono 424, così suddivisi per nazionalità, elencando per le presenze più significative:
1. Romania, 136
2. Marocco, 124
3. Albania, 85

## Cultura

### Istruzione

#### Musei
- Il Museo del trasporto ferroviario attraverso le Alpi è una testimonianza dei trasporti su binario che si sono succeduti nell'attraversamento ferroviario della catena montuosa.

## Infrastrutture e trasporti

### Ferrovie
Il centro abitato dispone della Stazione di Bussoleno che è il punto di diramazione della ferrovia Bussoleno-Susa dalla Ferrovia Torino-Modane, che è anche un deposito ferroviario per la linea.

## Sport

### Calcio
La principale squadra di calcio della città è la Polisportiva Dilettantistica Bussoleno 2000 che milita nel girone H piemontese e valdostano di 2ª Categoria. È nata nel 2000.

### Lancio del Barro
L'antico gioco piemontese del Barro, riscoperto a Bussoleno, utilizza un attrezzo fusiforme in legno tornito - dalla lunghezza di circa mezzo metro e del peso di 700 gramm - che viene lanciato a mano e deve raggiungere il terreno conficcandosi con una delle punte; le distanze percorse da più lanci validi portano al punteggio della gara. Segue una sfilata di gruppi storici in costume.

## Amministrazione
Di seguito è presentata una tabella relativa alle amministrazioni che si sono succedute in questo comune.
| Periodo          | Periodo          | Primo cittadino       | Partito                               | Carica      | Note   |
| ---------------- | ---------------- | --------------------- | ------------------------------------- | ----------- | ------ |
| 10 ottobre 1988  | 12 dicembre 1990 | Bruno Alpe            | Partito Comunista Italiano            | Sindaco     | [ 18 ] |
| 12 dicembre 1990 | 23 ottobre 1992  | Mario Solara          | Partito Socialista Italiano           | Sindaco     | [ 18 ] |
| 21 dicembre 1992 | 5 giugno 1993    | Enzo Tamarin          | Partito Socialista Italiano           | Sindaco     | [ 18 ] |
| 13 giugno 1993   | 28 aprile 1997   | Alida Benetto         | Lega Nord                             | Sindaco     | [ 18 ] |
| 28 aprile 1997   | 26 gennaio 1999  | Marco Ettore Blandino | centro-sinistra                       | Sindaco     | [ 18 ] |
| 26 gennaio 1999  | 14 giugno 1999   | Giuseppe Amelio       |                                       | Comm. pref. | [ 18 ] |
| 14 giugno 1999   | 14 giugno 2004   | Alida Benetto         | centro                                | Sindaco     | [ 18 ] |
| 14 giugno 2004   | 7 giugno 2009    | Giuseppe Joannas      | centro-sinistra                       | Sindaco     | [ 18 ] |
| 8 giugno 2009    | 26 maggio 2014   | Anna Maria Allasio    | lista civica                          | Sindaco     | [ 18 ] |
| 26 maggio 2014   | 27 maggio 2019   | Anna Maria Allasio    | lista civica Prima di tutto Bussoleno | Sindaco     | [ 18 ] |
| 27 maggio 2019   | 8 novembre 2022  | Bruna Consolini       | lista civica Per Bussoleno            | Sindaco     | [ 18 ] |
| 8 novembre 2022  | 15 maggio 2023   | Marita Bevilacqua     |                                       | Comm. pref. | [ 18 ] |
| 15 maggio 2023   |                  | Antonella Zoggia      | lista civica Obiettivo Bussoleno      | Sindaco     | [ 18 ] |

### Altre informazioni amministrative
Il comune faceva parte della Comunità Montana Valle Susa e Val Sangone della quale era il capoluogo.